# Индиан-Стрим

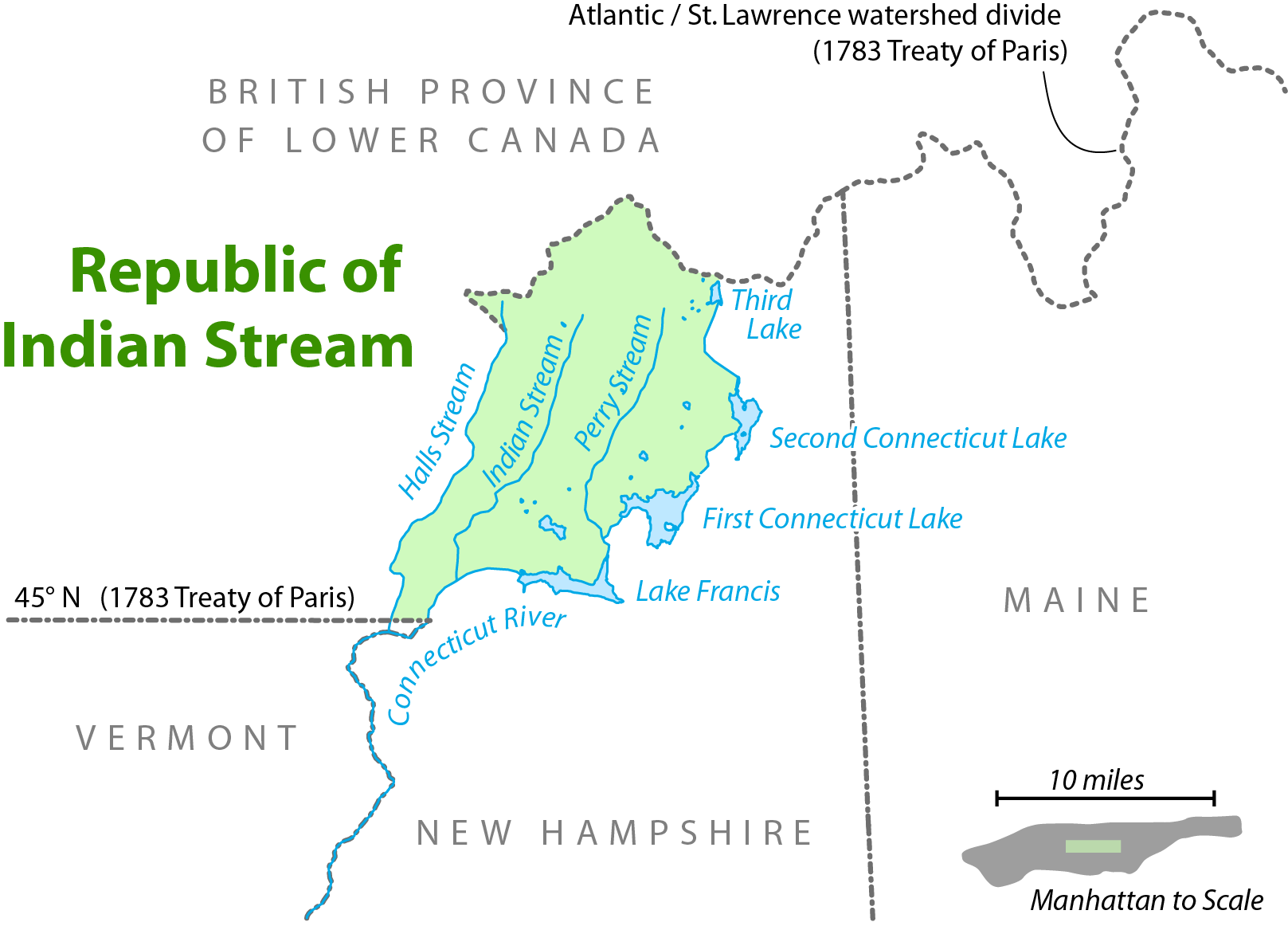
Карта Республики Индиан-Стрим и одноимённой реки, протекавшей по её территории

Индиан-Стрим (англ. Indian Stream) — приток реки Коннектикут в штате Нью-Гэмпшир (США).
Длина реки около 30 км. Исток реки находится в горах на севере штата, в округе Коос, недалеко от границы между Канадой и США. От истока Индиан-Стрим течёт на юго-запад, где впадает в реку Коннектикут на расстоянии 3,2 км к западу от деревни Питтсбург.